# 増尾駅

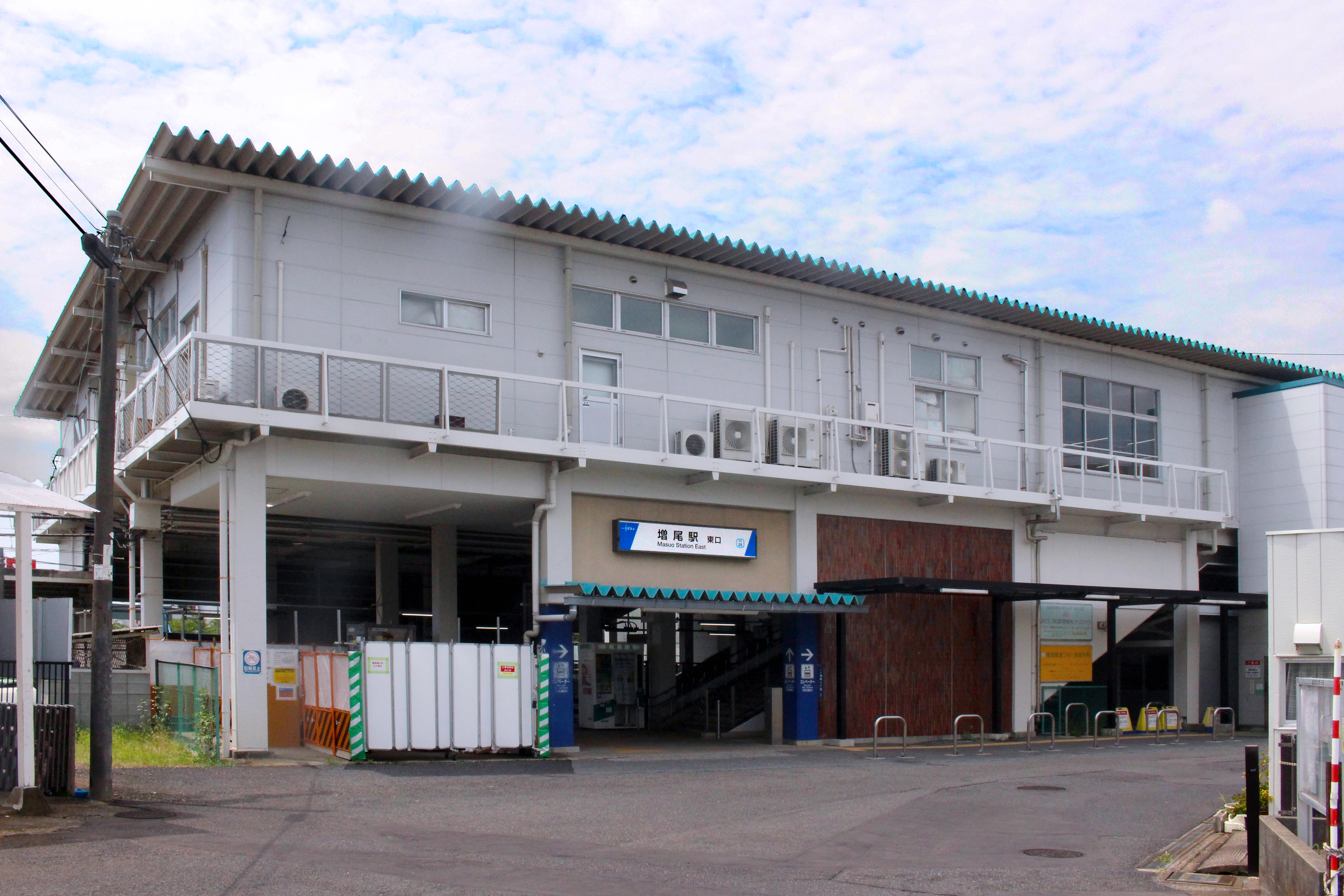
東口（2024年8月）

増尾駅（ますおえき）は、千葉県柏市増尾一丁目にある、東武鉄道野田線（東武アーバンパークライン）の駅である。駅番号はTD 26。

## 歴史
- 1923年（大正12年）12月27日：北総鉄道船橋線の駅として開設[1][2]。
- 1929年（昭和4年）11月22日：北総鉄道が総武鉄道へ社名変更[3][2]。
- 1944年（昭和19年）3月1日：陸上交通事業調整法に基づき、東武鉄道が総武鉄道を吸収合併、同社船橋線の駅となる[3]。
- 1948年（昭和23年）4月16日：船橋線が野田線へ編入、同線の駅となる。
- 1979年（昭和54年）：橋上駅舎化。

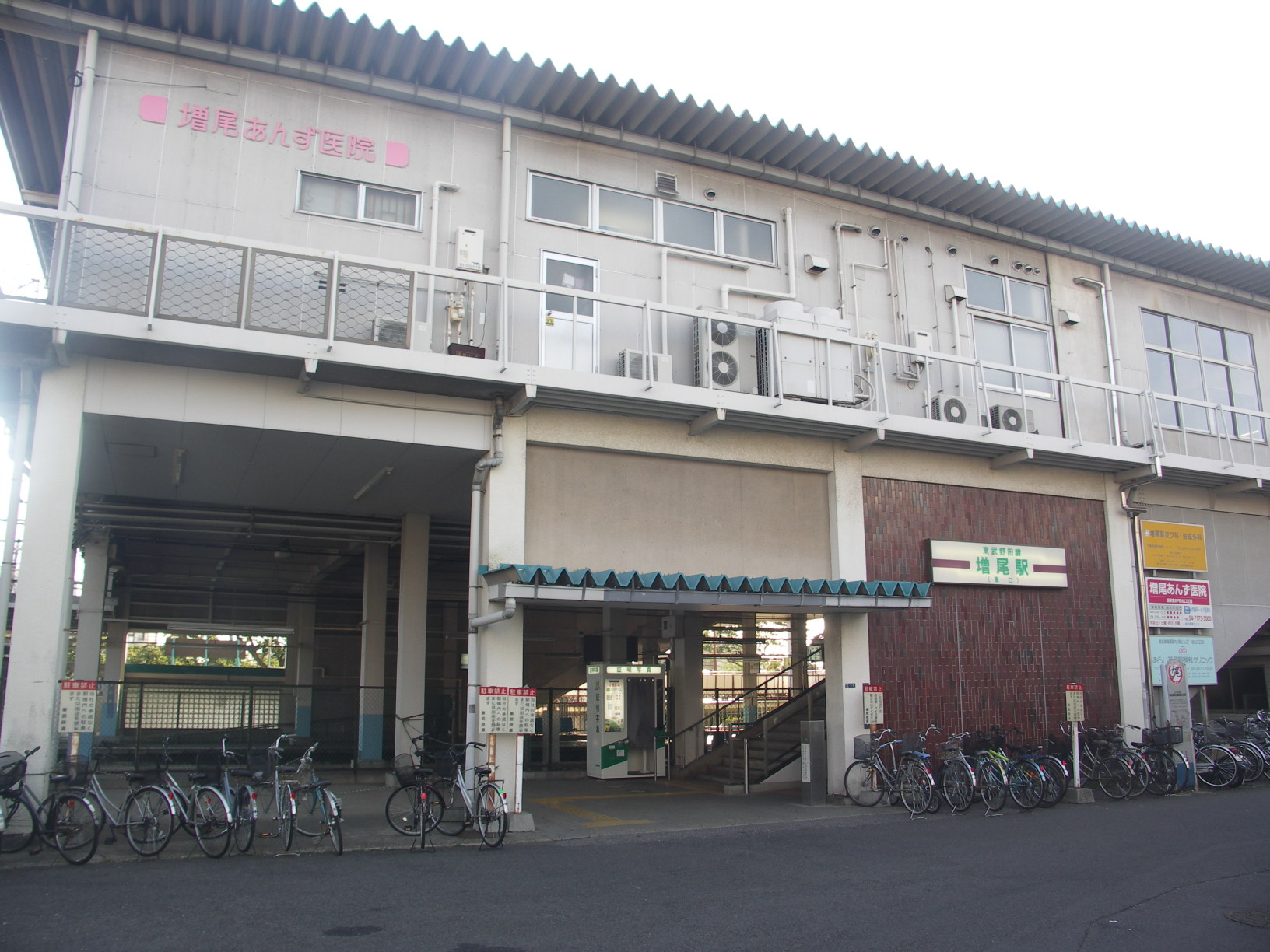
駅名看板変更前の東口（2007年9月）
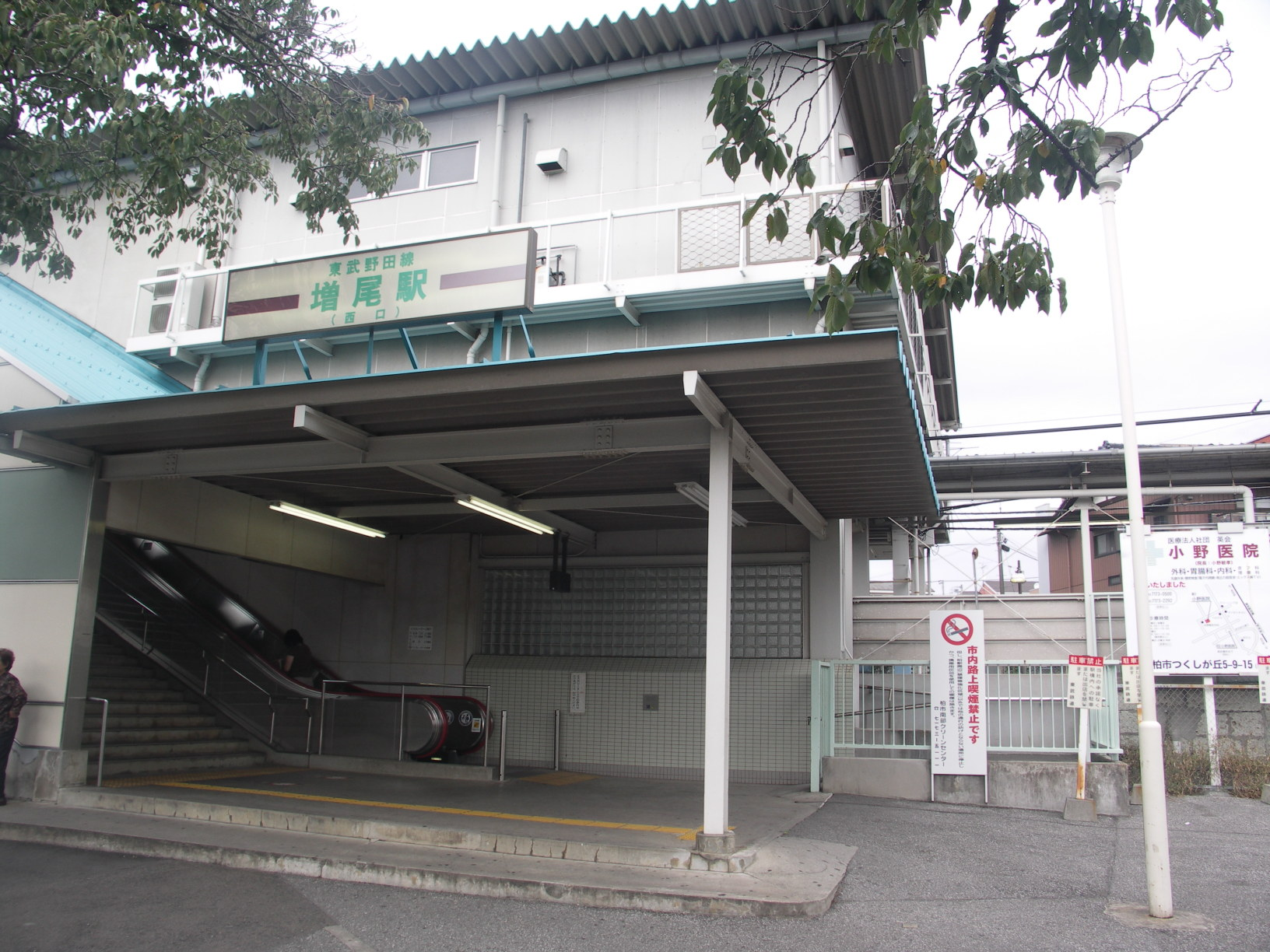
駅名看板変更前の西口（2007年9月）

## 駅構造
相対式ホーム2面2線を有する地上駅。橋上駅舎を備える。
ホーム - 改札内コンコース間と東口出入口 - 改札外コンコース間をそれぞれ連絡するエスカレーターが設置されている。その他、2011年（平成23年）にはホーム - 改札外コンコース間と出入口 - 改札内コンコース間をそれぞれ連絡するエレベーターも設置された。
2011年度（平成23年度）に駅構内の案内板はピクトグラムを用いたデザインへ一新された。ホームにあった吊下式駅名標と路線図は撤去され、駅名標・路線図・所要時間と一体型になった自立式案内板が設置された。
駅構内に、増尾駅皮膚科形成外科。あらい耳鼻咽喉科クリニック・増尾歯科が併設されている。

### のりば
| 番線 | 路線                     | 方向 | 行先     |
| ---- | ------------------------ | ---- | -------- |
| 1    | 東武アーバンパークライン | 下り | 船橋方面 |
| 2    | 東武アーバンパークライン | 上り | 柏方面   |

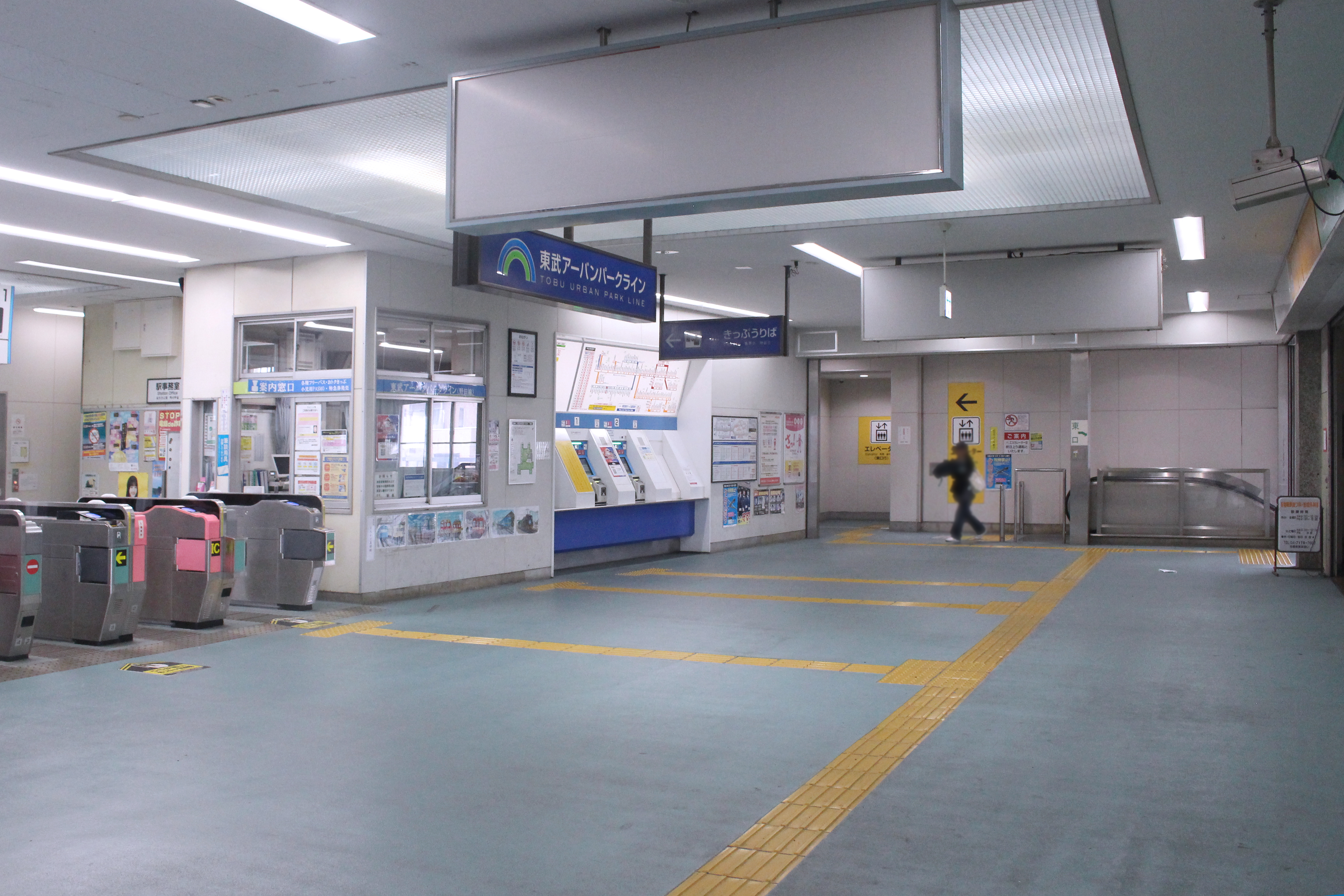
改札外コンコース（2024年8月）
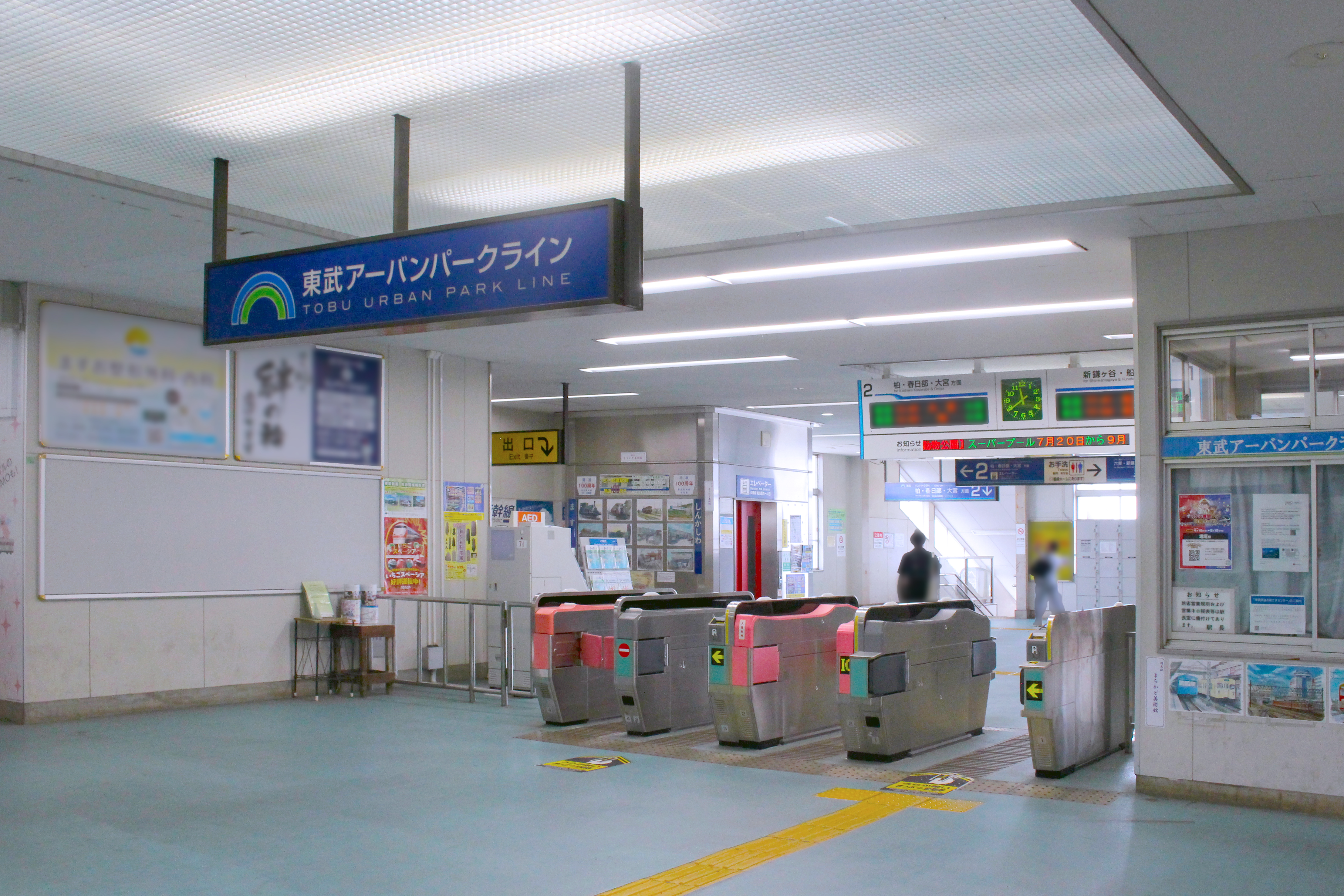
改札口（2024年8月）
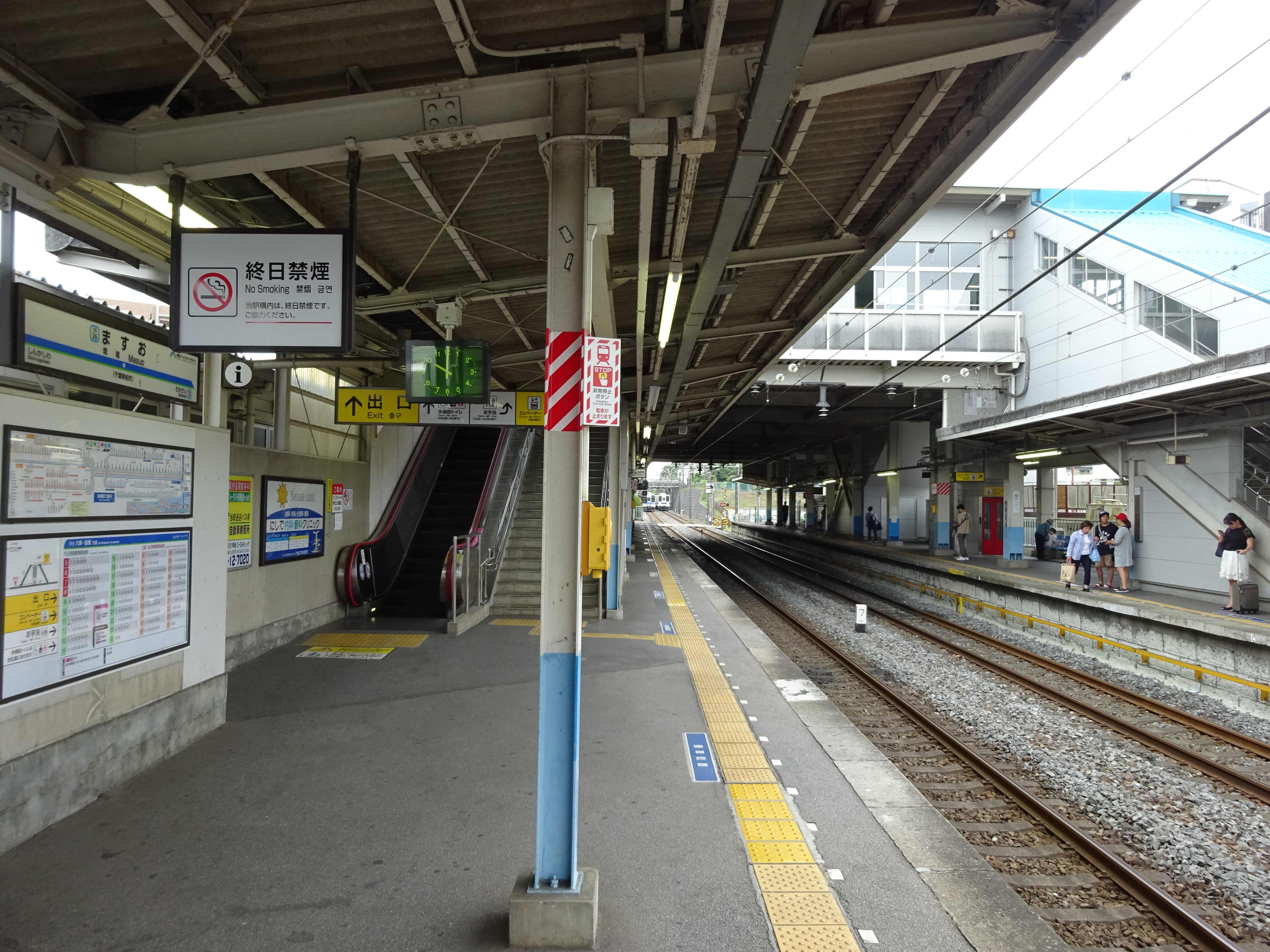
駅ホーム（2016年8月）

## 利用状況
2024年度（令和6年度）の1日平均乗降人員は12,532人である。
近年の1日平均乗降・乗車人員の推移は以下の通り。
| 年度               | 1日平均 乗降人員 | 1日平均 乗車人員 | 出典       |
| ------------------ | ---------------- | ---------------- | ---------- |
| 1993年（平成05年） | 19,051           | 9,554            |            |
| 1994年（平成06年） | 19,121           | 9,594            |            |
| 1995年（平成07年） | 19,763           | 9,500            |            |
| 1996年（平成08年） | 19,258           | 9,271            |            |
| 1997年（平成09年） | 18,306           | 8,799            |            |
| 1998年（平成10年） | 17,735           | 8,496            |            |
| 1999年（平成11年） | 16,905           | 8,069            |            |
| 2000年（平成12年） | 16,674           | 7,930            |            |
| 2001年（平成13年） | 15,248           | 7,598            |            |
| 2002年（平成14年） | 14,618           | 7,255            |            |
| 2003年（平成15年） | 14,408           | 7,149            |            |
| 2004年（平成16年） | 13,989           | 6,923            |            |
| 2005年（平成17年） | 13,998           | 6,851            |            |
| 2006年（平成18年） | 13,932           | 6,770            |            |
| 2007年（平成19年） | 13,727           | 6,737            |            |
| 2008年（平成20年） | 13,510           | 6,661            |            |
| 2009年（平成21年） | 13,221           | 6,535            |            |
| 2010年（平成22年） | 13,135           | 6,509            |            |
| 2011年（平成23年） | 13,039           | 6,506            |            |
| 2012年（平成24年） | 13,198           | 6,586            |            |
| 2013年（平成25年） | 13,312           | 6,653            |            |
| 2014年（平成26年） | 13,033           | 6,508            |            |
| 2015年（平成27年） | 13,209           | 6,599            |            |
| 2016年（平成28年） | 13,194           | 6,614            |            |
| 2017年（平成29年） | 13,386           | 6,707            |            |
| 2018年（平成30年） | 13,350           | 6,693            |            |
| 2019年（令和元年） | 13,089           | 6,562            |            |
| 2020年（令和02年） | 10,145           |                  |            |
| 2021年（令和03年） | 10,891           | 5,453            | [ 東武 3 ] |
| 2022年（令和04年） | 11,862           | 5,940            | [ 東武 4 ] |
| 2023年（令和05年） | 12,315           | 6,168            | [ 東武 5 ] |
| 2024年（令和06年） | 12,532           | 6,285            | [ 東武 1 ] |

## 駅周辺
東口駅前にはロータリーが整備されており、東側を千葉県道51号市川柏線、南側を千葉県道280号白井流山線が走る。

### 東口

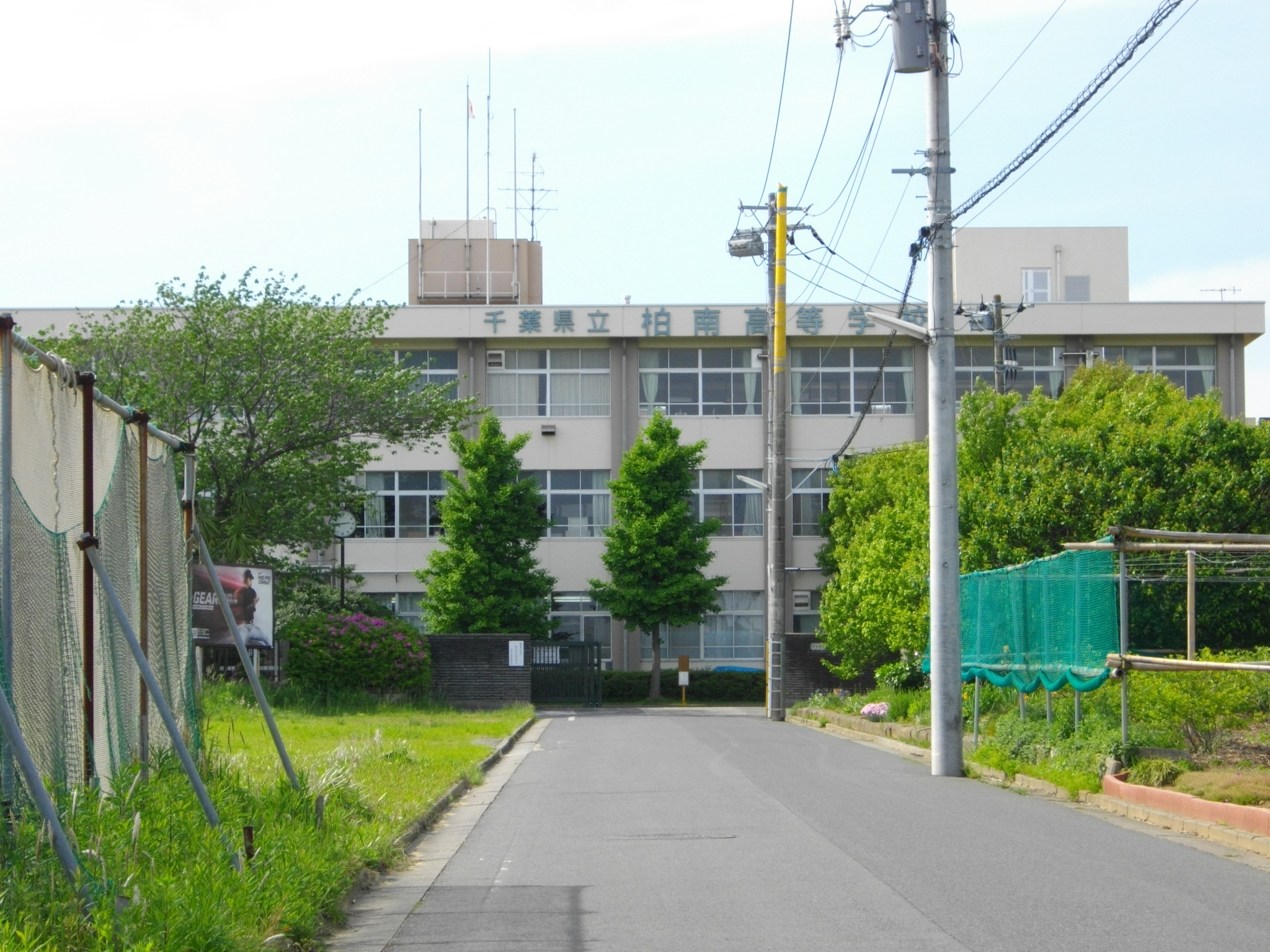
千葉県立柏南高等学校

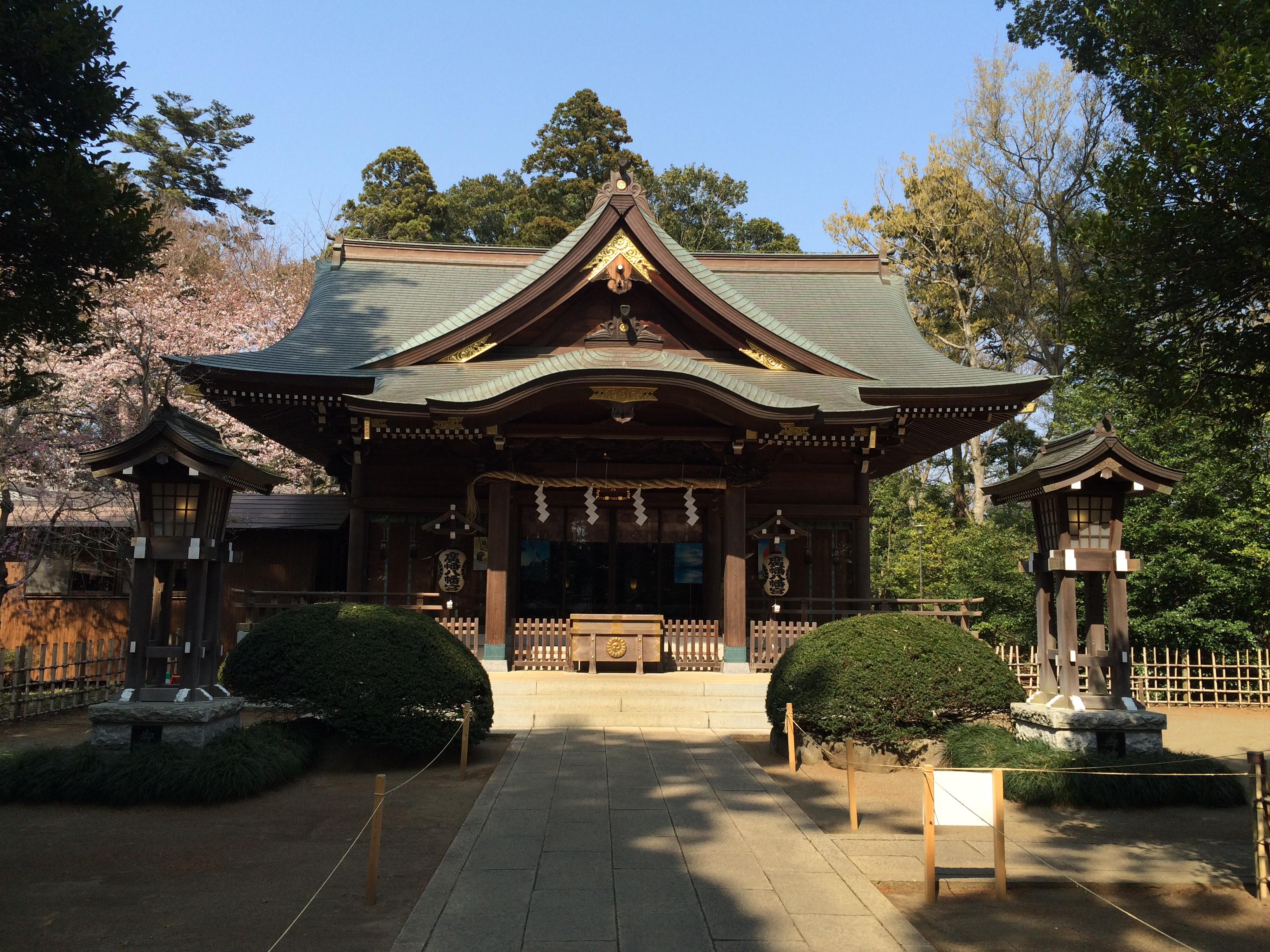
廣幡八幡宮

- 柏市増尾近隣センター
  - 柏市立図書館 増尾分館
- 千葉県立柏南高等学校
- 柏市立土中学校
- 柏市立中原中学校：最寄駅は新柏駅。
- 柏市立土小学校
- 柏市立中原小学校
- 増尾郵便局
- フードセンターわたなべ 増尾店
- ヨークマート 新柏店
- ケーヨーデイツー 名戸ヶ谷店
- くすりの福太郎 増尾店
- クリエイトSD 柏増尾店
- ニッカウヰスキー 柏工場
- 廣幡八幡宮
- 跡増尾城址総合公園（増尾城跡）
- 増尾ゴルフ松山コース
- 美里ゴルフセンター

### 西口

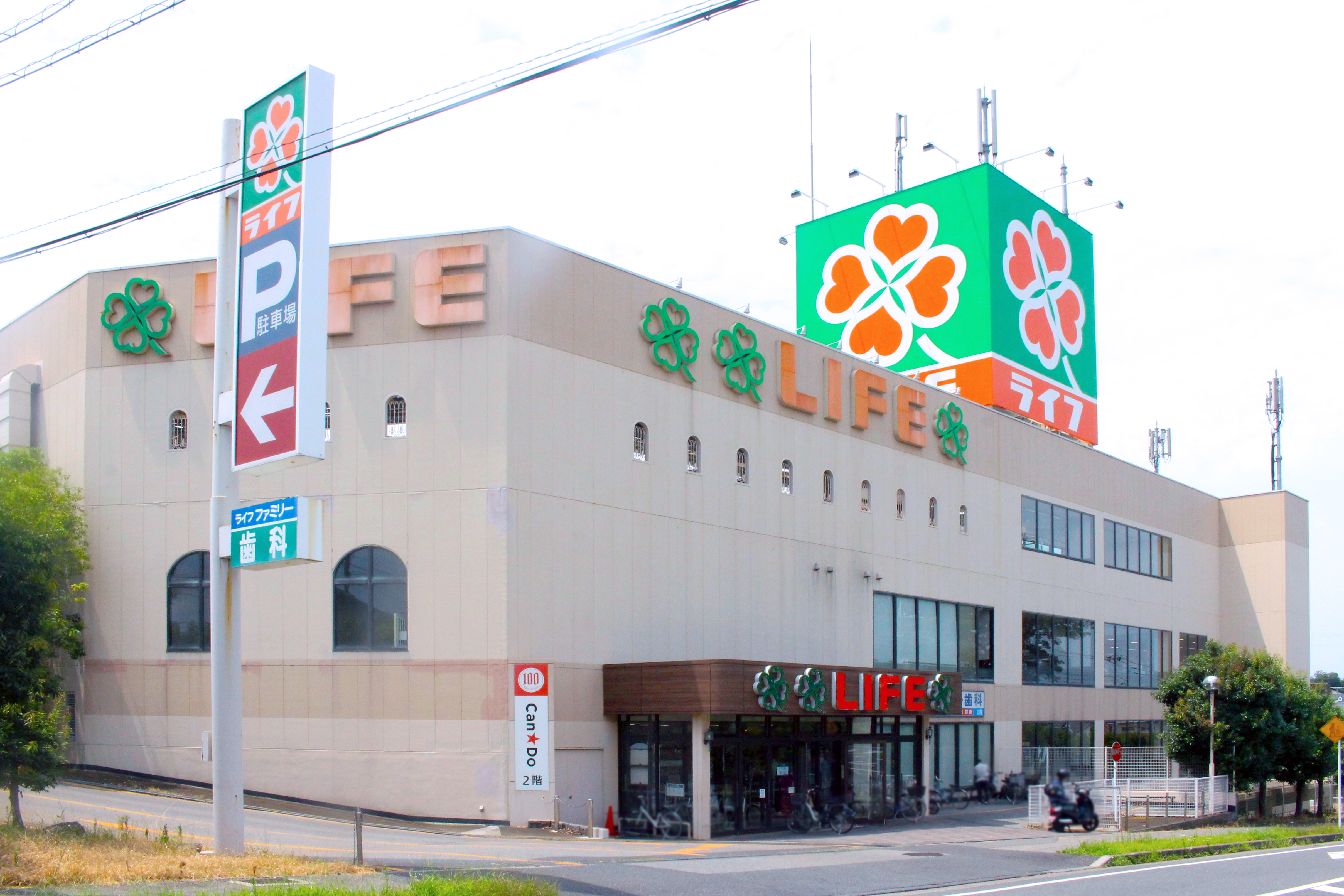
ライフ増尾店

- 柏警察署 増尾駅前交番
- 柏市立光ヶ丘中学校
- 柏市立酒井根中学校
- 柏市立増尾西小学校
- 柏加賀郵便局
- 千葉銀行 増尾支店
- みずほ銀行ATM
- JAちば東葛 土支店
- ライフ 増尾店
- ベルクス 柏つくしが丘店
- ヤオコー 柏南増尾店
- 生鮮市場TOP 増尾台店
- フーズマーケットセレクション 青葉台店
- マツモトキヨシ 柏加賀店
- マツモトキヨシ 柏酒井根店
- ウエルシア薬局 柏酒井根店
- しまむら 増尾台店
- ユニクロ 柏増尾台店
- エディオン 柏店
- ビバホーム 柏増尾台店
- 建デポ 柏酒井根店
- 御菓子司千葉家 増尾駅前本店
- 中原ふれあい防災公園

## バス路線
最寄りのバス停は「増尾駅」停留所と「増尾駅入口」停留所であるが、いずれの路線も本数は少ない。西口から徒歩約15分程度の所にあり、後述の南柏07系統も経由する「増尾ニュータウン」停留所からは光ヶ丘・南柏方面に1時間に5本前後運行されている。
- 増尾駅（西口駅前にある）
  - 東武バスセントラル沼南営業所
    - 南柏駅東口行（中原・光ヶ丘経由） [南柏07] ：1時間に1本ペースでの運行。
- 増尾駅入口（東口より徒歩約5分）
  - 東武バスセントラル沼南営業所
    - 柏駅東口行（新田原経由）/ 南柏駅東口行（酒井根経由） [柏26]：1日に3往復と僅少。

### 無料送迎バス
- 増尾駅入口（東口より徒歩約5分）
  - イオンモール柏シャトルバス：1日5本（乗車位置の案内がないので注意が必要。）

## 隣の駅
東武鉄道
 東武アーバンパークライン
■急行
通過
■普通
新柏駅 (TD 25) - 増尾駅 (TD 26) - 逆井駅 (TD 27)

## 関連する文芸作品
- 陰悩録 リビドー短編集（筒井康隆）：短編「郵性省」で、国立オナポート学院が設立されたのが、千葉県増尾

### 利用状況
東武鉄道の1日平均乗降人員
1. 1 2 3  『駅別乗降人員 2024年度』（PDF）（レポート）東武鉄道、10頁。オリジナルの2025年5月19日時点におけるアーカイブ。2025年5月29日閲覧。
2. ↑  駅情報（乗降人員） - 東武鉄道
3. ↑  『駅別乗降人員 2021年度』（PDF）（レポート）東武鉄道、2024年、10頁。オリジナルの2024年5月18日時点におけるアーカイブ。
4. ↑  『駅別乗降人員 2022年度』（PDF）（レポート）東武鉄道、2024年、10頁。オリジナルの2024年5月18日時点におけるアーカイブ。
5. ↑  『駅別乗降人員 2023年度』（PDF）（レポート）東武鉄道、2024年、10頁。オリジナルの2024年5月18日時点におけるアーカイブ。